# Level Up Project!
Level Up Project! (tiếng Hàn: 레벨 업 프로젝트!) là một series chương trình tạp kỹ của nhóm nhạc nữ Hàn Quốc Red Velvet. Hiện đã phát sóng hơn năm mùa khác nhau.

## Tóm tắt
Các thành viên sẽ đến thăm các nước khác nhau trên thế giới trong khoảng thời gian quảng bá. Mùa đầu tiên được quay ở Pattaya, Thái Lan, thứ hai là Yeosu và mùa ba ở Slovenia. Mùa bốn, có tên Level Up Thrilling Project, được quay ở Seoul. Mùa năm là Jeju.

## Diễn viên
- Mùa một: Irene, Seulgi, Wendy và Yeri[a]
- Mùa hai: Irene, Seulgi, Wendy, Joy và Yeri
- Mùa ba: Irene, Seulgi, Wendy, Joy và Yeri
- Mùa bốn: Irene và Seulgi, cùng Joy trong vai trò khách mời đặc biệt.
- Mùa năm: Irene, Seulgi, Wendy, Joy và Yeri

## Tổng quan
| Mùa | Mùa | Số tập | Số tập | Phát sóng gốc       | Phát sóng gốc        |
| Mùa | Mùa | Số tập | Số tập | Phát sóng lần đầu   | Phát sóng lần cuối   |
| --- | --- | ------ | ------ | ------------------- | -------------------- |
|     | 1   | 23     | 23     | 27 tháng 7 năm 2017 | 10 tháng 9 năm 2017  |
|     | 2   | 60     | 60     | 8 tháng 1 năm 2018  | 17 tháng 3 năm 2018  |
|     | 3   | 40     | 40     | 13 tháng 8 năm 2018 | 5 tháng 10 năm 2018  |
|     | 4   | 16     | 16     | 8 tháng 7 năm 2020  | 8 tháng 9 năm 2020   |
|     | 5   | 12     | 12     | 23 tháng 9 năm 2022 | 28 tháng 10 năm 2022 |

## Kênh phát sóng

### Hàn Quốc
- Oksusu (Season 1-3)[5]
- KBS Joy (Season 1)[6]
- XtvN (Season 2)[7]
- JTBC4 (Season 3)[8]
- Wavve (Seasons 4-5)
- SM C&C Youtube (Season 4)

### Thái Lan
- True ID[5]